# Alberto Ibáñez Cerda
Alberto Ibáñez Cerda (Torreón, Coahuila, 1964 - Puebla, Puebla, 2021) fue un artista visual mexicano especializado en pintura. En su obra practicó estilos como el hiperrealismo y la abstracción e incluyó la sátira de personajes y sucesos contemporáneos.
Fue graduado en Artes Visuales en la Universidad de las Américas de Puebla (UDLAP).

## Estilo
El trabajo de Ibáñez Cerda se presenta como "una crítica de la representación visual a partir de una autocrítica de la pintura la cual tiene una dificultad natural para articular un discurso actual" debido a las técnicas y soportes en donde se desarrolla. En ese sentido, el artista se convierte en un "pepenador visual" que transforma imágenes de revistas, de la pantalla de la computadora, de cine o de televisión, y las traslada al plano pictórico, haciendo evidente así la naturaleza de su oficio pero también el contexto social, histórico y tecnológico que habita el artista. Debido a lo anterior, en ocasiones se habla de la obra de este artista como "figuración fotográfica", ya que busca, a través del pincel, capturar el tipo de imágenes virales tan propias del siglo XXI. 
Entre sus influencias y referencias se pueden citar a los pintores Jackson Pollock (EUA), Martin Kippenberger (Alemania), Luc Tuymans (Bélgica), Rembrandt (Países Bajos) o Diego Velázquez (España).
Si bien se concentró en el desarrollo e investigación sobre la pintura, Ibáñez Cerda también incursionó en otras disciplinas artísticas como la talavera contemporánea, la escultura y la instalación.

## Exposiciones
De entre las exposiciones individuales y colectivas en las que participó Ibáñez Cerda destacan:

### Individuales
2017 Dear Painter, Paint Me - Capilla del Arte UDLAP, Puebla, México.
2016 Condiciones de imposibilidad / Consecuencias inesperadas - Museo Universitario Casa de los Muñecos, Puebla, México.

### Colectivas
2017 How to Read El Pato Pascual: Disney’s Latin America and Latin America’s Disney - The Mak Center at the Schindler's House, West Hollywood, EUA.
2016 Post Neo Mexicanismos - Capilla del Arte UDLAP, Puebla, México.
2015 Espacio habitado - Galería Mercado Negro, San Andrés Cholula, México.
2014 Pintar o no pintar: that is the question - Museo Tec, Puebla, México.
2014 El retrato como herramienta crítica - Galería de Arte del Palacio Municipal, Puebla, México.

## Premios y distinciones
- Mención honorífica en la VI Bienal Femsa, Monterrey[21]
- Becario de la Fundación Pollock-Krasner
- Becario del Fondo Estatal para la Cultura y las Artes de Puebla, 2002[22]